# ناوایالاتنا بازار
ناوایالاتنا بازار (به لاتین: Nawayalatenna Bazaar) یک منطقهٔ مسکونی در سری‌لانکا است که در استان مرکزی (سری‌لانکا) واقع شده‌است.